# Jan Långbens lediga dag
Jan Långbens lediga dag (engelska: Father's Day Off) är en amerikansk animerad kortfilm med Långben från 1953.

## Handling
Långbens fru lämnar huset för en dag och Långben får ansvaret för familj och hem för en dag; något som nästan slutar i katastrof.

## Om filmen
Filmen hade svensk premiär den 1 mars 1954 och visades på biografen Spegeln i Stockholm.

## Rollista (i urval)
- Pinto Colvig – Långben
- June Foray – Långbens fru, Junior
- James MacDonald – specerihandlare, säljare[6]